# Aeropuerto Internacional de Haikou-Meilan
El Aeropuerto Internacional de Haikou-Meilan (IATA: HAK, OACI: ZJHK) (ocasionalmente pero incorrectamente conocido como ZGHK) es el mayor y más nuevo aeropuerto en la isla de Hainan en China. Se encuentra a 25 km de la ciudad de Haikou y abrió en 1999.
El aeropuerto, operado por Meilan Airport Company Limited, atiende tanto a pasajeros domésticos como internacionales.

## Instalaciones
La terminal tiene 60.200 metros cuadrados de espacio, con 45 mostradores y once puestos de control. El aeropuerto tiene 565 empleados.
Llegar al aeropuerto en taxi desde Haikou tiene un coste aproximado de 50 RMB y supone unos treinta minutos de trayecto.

## Estadísticas operacionales
- Número de pasajeros (2003): 6.025.000
- Carga (2003): 81.404 toneladas

Ver fuente y consulta Wikidata.

## Aerolíneas y destinos

### Domésticos
- Air China (Pekín-Capital)
- China Eastern Airlines (Changsha, Guangzhou, Kunming, Shanghái-Pudong)
- China Southern Airlines (Pekín-Capital, Guangzhou, Hangzhou, Kunming, Nanning, Shanghái-Pudong, Shenzhen, Tianjin, Xiamen, Zhengzhou, Zhuhai)
- Deer Air (Guangzhou)
- Hainan Airlines (Pekín-Capital, Changsha, Chengdu, Chongqing, Fuzhou, Guangzhou, Guilin, Guiyang, Hangzhou, Hefei, Kunming, Nanchang, Nankín, Ningbo, Shanghái-Pudong, Shenzhen, Wenzhou, Wuhan, Xi'an, Xiamen, Zhengzhou)
  - Grand China Express (Nanning)
- Okay Airways (Tianjin)
- Shandong Airlines (Shenzhen)
- Shanghái Airlines (Shanghái-Pudong)
- Shenzhen Airlines (Guangzhou, Shenzhen)
- Sichuan Airlines (Chengdu)
- Spring Airlines (Shanghái-Pudong)
- Xiamen Airlines (Fuzhou, Zhuhai)

### Internacionales
- AirAsia (Kuala Lumpur)
- Asiana Airlines (Seúl-Incheon)
- China Southern Airlines (Hong Kong)
- Condor Flugdienst (Fráncfort)
- Hainan Airlines (Bangkok-Suvarnabhumi, Kuala Lumpur, Osaka-Kansai)
- Hong Kong Airlines (Hong Kong)
- Tiger Airways (Singapur)